# Loi du 13 février 1889 rétablissant le scrutin uninominal pour l'élection des députés
Pour les articles homonymes, voir Scrutin uninominal.
Lire en ligne

Wikisource

La loi du 13 février 1889 rétablissant le scrutin uninominal pour l'élection des députés est une loi de la Troisième République, votée le 13 février 1889, qui modifie les modalités de l'élection des membres de la Chambre des députés, auparavant fixées par la loi du 16 juin 1885 – que ce texte-ci amende. Elle a été abrogée par la loi du 12 juillet 1919.
Ce texte est rendu nécessaire car les lois constitutionnelles de 1875 n'ont pas fixé le mode d'élection des députés (elles disposent que « la Chambre des députés est nommée par le suffrage universel, dans les conditions déterminées par la loi électorale »). 
Conjoncturellement, cette modification du mode de scrutin est destinée à empêcher les votes plébiscitaires que le général Boulanger était susceptible d'obtenir dans des élections partielles effectuées avec un scrutin de liste à l'échelle départementale. En outre, une autre loi, du 17 juillet 1889, interdit les candidatures sur de multiples circonscriptions, technique qu'avait utilisé Boulanger à plusieurs reprises en 1888 pour montrer son assise électorale. 
L'unique disposition de ce texte remplace le mode de scrutin précédemment en usage.
Pour ce faire, elle supprime les trois premiers articles de la loi du 16 juin 1885 – qui établissaient le scrutin de liste à deux tours dans le cadre du département – et il les remplace par de nouveaux articles, qui rétablissent le système en vigueur avant 1885 (loi organique du 30 novembre 1875) : le scrutin uninominal majoritaire à deux tours par arrondissement.
Les députés sont ainsi élus à raison de un par arrondissement dans les départements, ou, à Paris et Lyon, par arrondissements municipaux. Il est toutefois précisé que les arrondissements comptant plus de 100 000 habitants élisent un député de plus par tranche de 100 000 habitants ou par fraction de ce nombre. Pour réaliser cette élection, les arrondissements sont, le cas échéant, divisés en circonscriptions.
Par ailleurs, le territoire de Belfort perd un député par rapport à la loi du 16 juin 1885.